# Buriti Alegre
| Buriti Alegre                | Buriti Alegre                                                            |
| ---------------------------- | ------------------------------------------------------------------------ |
|                              |                                                                          |
| Wappen                       | Flagge                                                                   |
| Wappen von Buriti Alegre     | Keine Flagge von Buriti Alegre registriert                               |
| Karte                        |                                                                          |
|                              |                                                                          |
| Basisdaten                   |                                                                          |
| Staat:                       | Brasilien (BRA)                                                          |
| Bundesstaat:                 | Goiás (GO)                                                               |
| Mesoregion:                  | Süd-Goiás                                                                |
| Mikroregion:                 | Meia Ponte                                                               |
| Distanz zu Goiânia:          | 181 km                                                                   |
| Geografische Lage:           | 18° 9′ S, 49° 3′ W                                                       |
| Angrenzende Gemeinden:       | Morrinhos, Água Limpa, Corumbaíba, Tupaciguara (MG), Itumbiara, Goiatuba |
| Zeitzone:                    | UTC-3 Sommer: UTC-2                                                      |
| Höhe:                        | 786 m                                                                    |
| Fläche:                      | 897,394 km²                                                              |
| Einwohner:                   | 9.056                                                                    |
| Bevölkerungsdichte:          | 10,1 Einwohner / km²                                                     |
| Telefonvorwahl:              | +55 64                                                                   |
| Postleitzahl (CEP):          | 75660-000                                                                |
| Adresse der Stadtverwaltung: | Rua Goiás, 563 Setor Centro                                              |
| Offizielle Website:          | buritialegre.go.gov.br                                                   |
| Jahrestag:                   | 24. Juni                                                                 |
| Gemeindegründung:            | 1920                                                                     |
| Politik                      |                                                                          |
| Bürgermeister:               |                                                                          |
| Vize-Bürgermeister:          |                                                                          |

Buriti Alegre, amtlich portugiesisch Município de Buriti Alegre, ist eine brasilianische politische Gemeinde im Bundesstaat Goiás in der Mesoregion Süd-Goiás und in der Mikroregion Meia Ponte.

## Geographische Lage
Buriti Alegre liegt südsüdwestlich der brasilianischen Hauptstadt Brasília und südsüdöstlich von Goiânia, der Hauptstadt des Bundesstaates, im Süden von Goiás mit dem Itumbiara-Stausee als Grenzgewässer zum Bundesstaat Minas Gerais.

Die Gemeinde grenzt
- im Norden an die Gemeinde Morrinhos
- im Osten an Água Limpa
- im Südosten an Corumbaíba (über den Itumbiara-Stausee)
- im Süden an Tupaciguara (MG) (über den Itumbiara-Stausee)
- im Südwesten an Itumbiara
- im Westen an Goiatuba